# Suez Montakhab
Maillots
Le Suez Montakhab Sporting Club (en arabe : نادي منتخب السويس للألعاب الرياضية), plus couramment abrégé en Suez Montakhab, est un club égyptien de football fondé en 1967 et basé dans la ville de Suez.
Il joue actuellement en Division II du championnat égyptien.
Il évolue dans le stade de 25 000 places du Suez Stadium.

## Histoire
Il existait à l'époque deux clubs dans la ville de Suez, l'Ittihad Suez, relégué en seconde division en 1965/1966, et le Suez El-Riyadi, relégué en 1966/1967. Les deux clubs fusionneront pour former le Suez Montakhab en 1967.
- Ittihad Suez a joué en Division I pendant 10 saisons à partir de la saison 1955/1956.
- Suez El-Riyadi a joué en Division I pendant 5 saisons à partir de la saison 1957/1958 et a atteint la finale de la Coupe d'Égypte en 1964/1965, perdue contre Tersana SC 4-1.
- Suez Montakhab a joué en Division I pendant 15 saisons à partir de la saison 1974/1975 et a atteint la finale de la Coupe d'Égypte en 1989/1990, perdue contre Al Moqaouloun al-Arab 2-1 et finira 4e lors de la coupe de la ligue en 1999/2000.

## Meilleures performances
| Compétitions nationales |
| --- |
| - Championnat d'Égypte - Ittihad Suez : 4e : 1957-58 et 1962-63. - Suez Al Riyadi : 6e : 1963-64 - Suez Montakhab : 6e : 1976-77 et 1994-95. - Coupe d'Égypte - Suez Al Riyadi : Finaliste : 1964-65. - Suez Montakhab : Finaliste : 1989-90. - Coupe de la Ligue égyptienne - Suez Montakhab : 4e place : 1999-00. |